# Municipio de Indian Creek (condado de Pulaski)
El municipio de Indian Creek (en inglés: Indian Creek Township) es un municipio ubicado en el condado de Pulaski en el estado estadounidense de Indiana. En el año 2010 tenía una población de 691 habitantes y una densidad poblacional de 7,46 personas por km².

## Geografía
El municipio de Indian Creek se encuentra ubicado en las coordenadas 40°57′7″N 86°38′12″O / 40.95194, -86.63667. Según la Oficina del Censo de los Estados Unidos, el municipio tiene una superficie total de 92.65 km², de la cual 91,97 km² corresponden a tierra firme y (0,73 %) 0,68 km² es agua.

## Demografía
Según el censo de 2010, había 691 personas residiendo en el municipio de Indian Creek. La densidad de población era de 7,46 hab./km². De los 691 habitantes, el municipio de Indian Creek estaba compuesto por el 98,41 % blancos, el 0,14 % eran afroamericanos, el 0,72 % eran amerindios, el 0,14 % eran asiáticos y el 0,58 % eran de una mezcla de razas. Del total de la población el 0,58 % eran hispanos o latinos de cualquier raza.